# Дан мајки
Дан мајки или мајчин дан је прослава у част мајки, мајчинства, мајчиних веза са децом, као и утицај мајке у друштву. Слави се различитим данима у многим деловима света, најчешће у месецима марту или мају. Допуњује сличне прославе које обухватају чланове породице, као што је Дан очева, Дан браће и сестара.
Прослава овог празника почела је у САД почетком 20. века. Није повезан са многим прославама мајки и мајчинства које су се догодиле широм света током хиљада година, као што је грчки култ Кибеле, римски фестивал Хиларије, или хришћанска прослава Мајчинска недеља (изворно прослава мајке Цркве, не мајчинства). Упркос томе, у неким земљама Дан мајки је постао синоним за старије традиције.

## Оснивање (САД)
Модерни амерички празник Дан мајки је први пут прослављен 1908, када је Ана Џарвис одржала спомен за мајком у Графтону, Западна Вирџинија. Њена кампања да се „Дан мајки” призна као празник у Сједињеним Америчким Државама почела је 1905. године, када је њена вољена мајка, Ен Ривс Џарвис, умрла. Анина мисија је била да испоштује своју мајку настављајући рад који је она започела и да издвоји дан у част мајки јер је веровала да су оне „особа која је учинила више за вас од било кога на свету”. Анина мајка, Ен Џарвис, била је мировна активисткиња и збрињавала је рањене војнике на обе стране Америчког грађанског рата те основала „Радни клуб Мајчиног дана” који се бавио питањима јавног здравља.
Захваљујући напорној кампањи Ане Џарвис, неколико држава званично је признала „Дан мајки”, прва 1910. године је била Западна Вирџинија. Године 1914. Вудро Вилсон потписао је проглас стварајући „Дан мајки”, другу недељу у мају, као национални празник у част мајки.
Иако је Џарвисова била успешна у оснивању „Дана мајки” она је убрзо постала огорчена на комерцијализацију и љута што ће компаније да профитирају од празника. До раних 1920-их, Холмарк и друге компаније почеле су да продају честитке за „Дан мајки”. Џарвисова је постала толико огорчена оним што је она видела као погрешно тумачење и експлоатација те је протестовала и чак покушала да укине „Дан мајки”. Празник на коме је толико радила треба да представља емоције а не профит. Првобитна намера је била да се цене и поштују мајке писањем личних писама, ручно, изражавајући љубав и захвалност а не да се купе поклони и честитке. Џарвисова је организовала бојкот и најавила тужбе у покушају да заустави комерцијализацију.
Џарвисин празник је усвојен од стране других земаља, а сада се слави широм света.

## Ортографија
Године 1912, Ана Џарвис је патентирала фразу „друга недеља у мају” и „Дан мајки”, и основала је Међународну асоцијацију Дана мајки. Она је посебно истакла да је „мајчин” (енгл. Mother's) треба „да буде присвојни придев у једнини, за сваку породицу у част њихове мајке, не у множини као сећање на све мајке света”. Ово је правопис који је користио амерички председник Вудро Вилсон у свом председничком прогласу 1914, у Конгресу САД у одговарајућим амандманима, као и други амерички председници у изјавама у вези са „Даном мајки”.

## Датуми широм света
Овај празник усвојиле су и друге земље и културе; датум је промењен тако да одговара већ постојећим прославама које обухватају мајчинство, попут Недеље мајчинства у Великој Британији или у Грчкој, или православној прослави уласка Исуса Христа у храм (2. фебруар по јулијанском календару). Оба, секуларни и религијски „Дан мајки”, обележавају се у Грчкој. Недеља мајчинства се често назива „Дан мајки”, иако то нису повезана славља.
У неким земљама датум је промењен у датум који је прилагођен већинској религији, као што је „Богородичин дан” у католичким земљама. Друге земље изабрале су датум са историјским значајем. На пример, боливијски „Дан мајки” је датум битке у којој су учествовале жене.
Бивше комунистичке земље обично прослављају социјалистички „Међународни дан жена”, уместо више капиталистичког „Дана мајки”. Неке бивше комунистичке земље, попут Русије, и даље прате овај обичај или једноставно прослављају оба празника, као што је обичај у Украјини. Киргистан је недавно увео „Дан мајки”, али је Међународни дан жена остао популарнији празник.
Напомена: Земље које славе „Међународни дан жена” уместо „Дан мајки” означене су са †.
| Грегоријански календар                                  | Грегоријански календар                                   | Грегоријански календар | Грегоријански календар | Грегоријански календар                                                                                           | Грегоријански календар | Грегоријански календар | Грегоријански календар |
| Догађај                                                 | Датум                                                    | Земља | Земља | Земља | Земља | Земља | Земља |
| ------------------------------------------------------- | -------------------------------------------------------- | --- | --- | --- | --- | --- | --- |
| Пун месец у јануару (ျပာသိုလျပည့္)                             |                                                          | Мјанмар | Мјанмар | Мјанмар | Мјанмар | Мјанмар | Мјанмар |
| Друга недеља у фебруару                                 | 10. фебруар 2013. 9. фебруар 2014. 8. фебруар 2014.      | Норвешка | Норвешка | Норвешка | Норвешка | Норвешка | Норвешка |
| 3. март                                                 |                                                          | Грузија | Грузија | Грузија | Грузија | Грузија | Грузија |
| 8. март                                                 |                                                          | Авганистан Албанија Јерменија†                                                                                                   | Азербејџан† Белорусија† Босна и Херцеговина† | Бугарска† Хрватска Казахстан† Лаос                                                                               | Македонија† Молдавија† Црна Гора† Румунија†                                                                                            | Словенија Србија Таџикистан Вијетнам | Словенија Србија Таџикистан Вијетнам                                                                                               |
| Четврта недеља за време Великог поста                   |                                                          | Ирска · Уједињено Краљевство Нигерија                                                                                            | | | | | |
| 21. март (пролећна равнодневница)                       |                                                          | Бахреин Комори Џибути Египат Ирак Јордан                                                                                         | Кувајт Либија Либан Мауританија Оман | Палестина Катар Саудијска Арабија Сомалија Судан                                                                 | Сирија Уједињени Арапски Емирати Јемен                                                                                                 | Сирија Уједињени Арапски Емирати Јемен | Сирија Уједињени Арапски Емирати Јемен                                                                                             |
| 25. март                                                |                                                          | Словенија | Словенија | Словенија | Словенија | Словенија | Словенија |
| 7. април                                                |                                                          | Јерменија | Јерменија | Јерменија | Јерменија | Јерменија | Јерменија |
| Прва недеља маја                                        | 5. мај 2013. 4. мај 2014. 3. мај 2015.                   | Мађарска Литванија | Мозамбик Португалија | Румунија Шпанија                                                                                                 | Румунија Шпанија | Румунија Шпанија | Румунија Шпанија |
| 8. мај                                                  |                                                          | Јужна Кореја | Јужна Кореја | Јужна Кореја | Јужна Кореја | Јужна Кореја | Јужна Кореја |
| 10. мај                                                 |                                                          | Салвадор Гватемала | Мексико | Мексико | Мексико | Мексико | Мексико |
| Друга недеља маја                                       | 10. мај 2013. 11. мај 2014. 10. мај 2015.                | Ангвила Антигва и Барбуда Аруба Аустралија Аустрија Бахаме Бангладеш Барбадос Белгија Белизе Бермуди Бонер Боцвана Бразил Брунеј | Канада Камбоџа Чиле НР Кина† Колумбија Куба Курасао Кипар Чешка Данска                                                                             | Доминика Еквадор Естонија Етиопија Фиџи Финска Немачка Гана Грчка Гренада Гијана Хондурас Хонгконг Исланд Индија | Италија Јамајка Јапан Кенија Летонија Либерија Лихтенштајн Макао Малезија Малта Холандија Нови Зеланд Пакистан Папуа Нова Гвинеја Перу | Филипини Порторико Сент Китс и Невис Света Луција Сент Винсент и Гренадини Самоа Сингапур Свети Мартин Словачка Јужна Африка Шри Ланка Суринам | Швајцарска Република Кина Танзанија Тонга Тринидад и Тобаго Турска Уганда Украјина САД Уругвај Вијетнам Венецуела Замбија Зимбабве |
| 15. мај                                                 |                                                          | Парагвај (истог дана када и Día de la Patria)                                                                                    | Парагвај (истог дана када и Día de la Patria) | Парагвај (истог дана када и Día de la Patria)                                                                    | Парагвај (истог дана када и Día de la Patria)                                                                                          | Парагвај (истог дана када и Día de la Patria)                                                                                                  | Парагвај (истог дана када и Día de la Patria)                                                                                      |
| 19. мај                                                 |                                                          | Киргистан | Киргистан | Киргистан | Киргистан | Киргистан | Киргистан |
| 26. мај                                                 |                                                          | Пољска (Dzień Matki) | Пољска (Dzień Matki) | Пољска (Dzień Matki)                                                                                             | Пољска (Dzień Matki) | Пољска (Dzień Matki) | Пољска (Dzień Matki) |
| 27. мај                                                 |                                                          | Боливија | Боливија | Боливија | Боливија | Боливија | Боливија |
| Последња недеља маја (понекад прва недеља јуна; Духови) | 26. мај 2013. 25. мај 2014. 31. мај 2015.                | Алжир Доминиканска Република | Француска (прва недеља јуна ако „Духови” падају на овај дан) Француски Антили (прва недеља јуна ако „Духови” падају на овај дан) Мадагаскар Мароко | Хаити Маурицијус                                                                                                 | Сенегал Шведска Тунис | Сенегал Шведска Тунис | Сенегал Шведска Тунис |
| 30. мај                                                 |                                                          | Никарагва | Никарагва | Никарагва | Никарагва | Никарагва | Никарагва |
| 1. јун                                                  |                                                          | Монголија† | Монголија† | Монголија† | Монголија† | Монголија† | Монголија† |
| Друга недеља јуна                                       | 9. јун 2013. 8. јун 2014. 14. јун 2014.                  | Луксембург | Луксембург | Луксембург | Луксембург | Луксембург | Луксембург |
| Последња недеља јуна                                    | 30. јун 2013. 29. јун 2014. 28. јун 2015.                | Курдистан | Курдистан | Курдистан | Курдистан | Курдистан | Курдистан |
| Први понедељак јула                                     | 1. јул 2013. 7. јул 2014. 6. јул 2015.                   | Јужни Судан | Јужни Судан | Јужни Судан | Јужни Судан | Јужни Судан | Јужни Судан |
| 12. август                                              |                                                          | Тајланд (рођендан краљице Сирикит)                                                                                               | Тајланд (рођендан краљице Сирикит) | Тајланд (рођендан краљице Сирикит)                                                                               | Тајланд (рођендан краљице Сирикит) | Тајланд (рођендан краљице Сирикит) | Тајланд (рођендан краљице Сирикит)                                                                                                 |
| 15. август (Велика Госпојина)                           |                                                          | Костарика Белгија (Антверпен) | Костарика Белгија (Антверпен) | Костарика Белгија (Антверпен)                                                                                    | Костарика Белгија (Антверпен) | Костарика Белгија (Антверпен) | Костарика Белгија (Антверпен) |
| Други понедељак октобра                                 | 14. октобар 2013. 13. октобар 2014. 12. октобар 2015.    | Малави | Малави | Малави | Малави | Малави | Малави |
| 14. октобар                                             |                                                          | Белорусија | Белорусија | Белорусија | Белорусија | Белорусија | Белорусија |
| Трећа недеља октобра                                    | 20. октобар 2013. 19. октобар 2014. 18. октобар 2015.    | Аргентина (Día de la Madre) | Аргентина (Día de la Madre) | Аргентина (Día de la Madre)                                                                                      | Аргентина (Día de la Madre) | Аргентина (Día de la Madre) | Аргентина (Día de la Madre) |
| Последња недеља новембра                                | 24. новембар 2013. 30. новембар 2014. 29. новембар 2015. | Русија | Русија | Русија | Русија | Русија | Русија |
| 3. новембар                                             |                                                          | Источни Тимор | Источни Тимор | Источни Тимор | Источни Тимор | Источни Тимор | Источни Тимор |
| 8. децембар                                             |                                                          | Панама | Панама | Панама | Панама | Панама | Панама |
| 22. децембар                                            |                                                          | Индонезија | Индонезија | Индонезија | Индонезија | Индонезија | Индонезија |
| Други календари                                         |                                                          | | | | | | |
| Догађај                                                 | Еквивалент — Грегоријански календар                      | Држава | Држава | Држава | Држава | Држава | Држава |
| 30. шебат                                               | Између 30. јануара и 1. марта                            | Израел | Израел | Израел | Израел | Израел | Израел |
| Баишак                                                  | Између 19. априла и 19. маја                             | Непал | Непал | Непал | Непал | Непал | Непал |
| 20. џумада ел тани                                      | 24. мај 2011. 12. мај 2012. 1. мај 2013.                 | Иран | Иран | Иран | Иран | Иран | Иран |

## Интернационална историја и традиција
У већини земаља, „Дан мајки” је недавно поштовање које потиче од празника који је еволуирао у Сједињеним Државама. Пошто је усвојен од стране других земаља и култура, празник има различита значења, јер је повезан са различитим догађајима (верским, историјским или легендарним), и слави се различитим датумима.
У неким случајевима, земље са већ постојећим прославама које се односе на мајчинство су потом усвојиле неколико спољашњих карактеристика америчког празника, као што је давање каранфила и других поклона мајкама.

### Религија
У Римокатоличкој цркви, празник је снажно повезан са оживљењем Девице Марије. У неким католичким домовима, породице имају посебно светилиште посвећено Блаженој Девици Марији. У многим источним католичким и православним црквама, посебна молитва одржава се у част Богородице.
У хинду традицији „Дан мајки” се зове Мата тиртха аунсхи или Две недеље ходочашћа мајке, а прославља се у земљама са већинским хинду становништвом, посебно у Непалу. Празник се прославља на дан младог Месеца у месецу баишак, односно априла/маја. Ова прослава је заснована на хинду религији и претходи америчкој прослави најмање неколико векова.

### По земљама (А—И)

#### Арапске земље
У већини арапских земаља „Дан мајки” се слави 21. марта, првог дана пролећа на северној хемисфери. У Египат га је увео новинар Мустафа Амин у својој књизи Smiling America (1943). У то време се нису обазирали на ту идеју. Касније је Амин чуо причу о удовици која је посветила цео свој живот у подизању свог сина док није постао доктор. Син се потом оженио и отишао без показивања било какве захвалности својој мајци. Чувши ово, Амин је постао јако мотивисан да промовише „Дан мајки”. Идеју је испрва исмејао председник Гамал Абдел Насер али је на крају прихватио и „Дан мајки” је први пут прослављен 21. марта 1956. Ову традицију су наставиле и друге арапске земље.
Када је Мустафа Амин ухапшен и затворен, било је покушаја да се промени назив празника из „Дан мајки” у „Дан породице”, како је влада желела да спречи сећање људи на њеног ктитора. Ови покушаји су били неуспешни и прослава наставља да буде одржана утврђеног дана; класичне песме у част мајки остају познате до дана-данашњег.

#### Авганистан
у Авганистану „Дан мајки” се слави од 12. јуна 2010, друге недеље јуна.

#### Аргентина
У Аргентини, „Мајчин дан” се слави трећу недељу октобра. Празник је првобитно слављен 11. октобра, стари литургијски датум за прославу мајчинства Блажене Девице Марије, али након Другог ватиканског сабора, који је померио свечаност у част Девице Марије за 1. јануар, „Дан мајки” почео је да се слави у трећу недељу октобра због популарне традиције.
Аргентина је једина земља на свету која обележава „Дан мајки” овог датума.

#### Аустралија
У Аустралији, „Мајчин дан” се слави другу недељу маја.
Традицију давања поклона мајкама на „Дан мајки” у Аустралији започела је госпођа Џенет Хејден, становница Лајкхарта у Сиднеју, 1924. године. Започела је традицију током посете пацијента у Њуингтон државном дому за жене, где је упознала многе усамљене и заборављене мајке. Како би их развеселила, она је окупила школарце и локална предузећа да донирају и доносе поклоне женама. Сваке године након тога, госпођа Хејден је добијала већу подршку за пројекат од локалних предузећа, па чак и од локалног градоначелника. Дан је постао комерцијализован. Традиционално, хризантема се даје мајкама за „Мајчин дан” као цвет који цвета природно у сезони маја (јесен у Аустралији). Мушкарци ће често носити хризантеме на својим реверима у част мајки.

#### Бангладеш
У Бангладешу, „Мајчин дан” се слави другу недељу месеца маја. Током програма преко дана организују су дискусије од стране државних и невладиних организација. Пријемни програми и културни програми су организовани поводом ове прославе у главном граду. Честитке, цвеће и поклони за мајке су веома тражени у радњама и на пијацама.

#### Белорусија
Белорусија слави „Дан мајки” 14. октобра. Као и остале бивше комунистичке републике, Белорусија је прослављала само Међународни дан жена 8. марта. „Дан мајки” у Белорусији званично је основан од стране Белоруске владе, а прослављен је први пут 1996. Прослава Богородице (празника Покрова Пресвете Богородице), слави се у исти дан.

#### Белгија
У Белгији, „Дан мајки” (Moederdag или Moederkesdag на холандском и Fête des Mères на француском језику) слави се друге недеље маја. Недељу дана пре тог празника деца праве мале поклоне у основним школама, које дају својим мајкама у раним јутарњим сатима на „Дан мајки”. Типично, отац ће купити кроасане и друга пецива, слатке хлебове и донеће их мајци, док је она још увек у кревету — почетак дана удовољавања мајкама. Ту су и многи људи који славе „Дан мајки” 15. августа; то су углавном људи широм Антверпена, који сматрају тај дан (Велика Госпојина) традиционалним „Даном мајки” и обележавање у мају само изумом из комерцијалних разлога.

#### Боливија
У Боливији, „Мајчин дан” се обележава 27. маја. El Día de la Madre Boliviana донет је у закон 8. новембра 1927, током председавања Хернанда Силеса Рејеса. Датумом се обележава битка La Coronilla, која је одржана 27. маја 1812, током боливијског рата за независност, што је сада град Кочабамба. У овој борби, жене које су се бориле за независност земље су заклане од стране шпанске војске.

#### Бразил
У Бразилу, „Мајчин дан” се слави друге недеље маја.
Овај празник у Бразилу први пут је промовисало Хришћанско удружење младића Порто Алегре (YMCA) 12. маја 1918. Године 1932, председник Жетулио Варгас је прогласио другу недељу маја за званични датум „Дана мајки”. Затим је године 1947. архиепископ Хаиме де Барос Камара, кардинал-надбискуп Рио де Жанеира, одлучио да ће овај празник такође бити укључен у званичном календару Католичке цркве.

#### Бугарска
У Бугарској, 8. март је повезан са Међународним даном жена. Празник у част жена као људских бића и равноправних партнера.
Још један бугарски празник везан за материнство и породицу је Бабин ден, а слави се 8. јануара.

#### Грчка
„Дан мајки” у Грчкој се слави друге недеље маја.

#### Естонија
У Естонији, „Дан мајки” (emadepäev на естонском) слави се друге недеље маја. Признат је национално, али није државни празник.

#### Индија
Модерни „Дан мајке” је асимилован у индијску културу, а слави се сваке године у другој недељи маја.
Индијци не славе празник као верски, али дају све од себе да се захвале својим мајкама пажњом и љубављу. Дан се, међутим, слави углавном у урбаним центрима. Већина становништва и даље није свесна значаја овог празника.

#### Индонезија
Индонежански „Дан мајке” (Hari Ibu на индонежанском) национално се слави 22. децембра. Званичним празником га је прогласио председник Сукарно председничким указом бр. 316 у 1953. на 25. годишњицу 1928. Индонежанског женског конгреса. Дан је имао првобитну намеру да прослави дух индонежанске жене и да побољша стање нације. Данас је значење „Дана мајки” промењено, а прославља се изражавајући љубав и захвалност мајкама. Поклања се цвеће мајкама и одржавају се прославе изненађења и такмичења, што укључују кување и ношења кебаје. Мајкама је омогућен слободан дан од кућних послова.
Празник се слави на годишњицу дана отварања првог Индонежанског женског конгреса (Kongres Perempuan Indonesia на индонежанском), који је одржан од 22. до 25. децембра 1928. Конгрес је одржан у згради под називом Dalem Jayadipuran, која сада служи као канцеларија Центра за историју и очување традиционалних вредности (Balai Pelestarian Sejarah dan Nilai Tradisional на индонежанском) у Јогјакарти. Конгресу је присуствовало 30 феминистичких организација из 12 градова са Јаве и Суматре. У Индонезији, феминистичке организације постоје од 1912. године. Конгрес је имао намеру да побољша права жена у образовању и браку.
Индонезија такође слави и „Дан Картини” (Hari Kartini на индонежанском) 21. априла, у знак сећања на активисткињу Раден Ају Картини. То је прослава еманципације жена. Ову прославу је покренуо 1938. године Индонежански женски конгрес.

#### Иран
У Ирану, „Мајчин дан” се обележава 20. џумаде ел тани; ово је шести месец у исламском календару (лунарни календар) и сваке године празник пада на други дан по грегоријанском календару. Ово је годишњица рођендана Фатиме, ћерке пророка Мухамеда према шиитском веровању. „Мајчин дан” је првобитно био 16. децембра, али је датум промењен након иранске револуције 1979. Прослављају се оба дана жена (Међународни дан жена и Дан мајки).
Године 1960, Завод за заштиту жена усвојио је западњачки празник и усталио га за 25. азар (16. децембар) по иранском званичном календару, датум када је основан институт. Акција Института имала је подршку краљице Фарах Пахлави, супруге последњег шаха Персије, који је промовисао изградњу породилишта у удаљеним деловима земље да се обележи дан. Влада је користила празник да промовише свој матерналистички поглед према женама. Шахова влада је почаствовала и давала награде женама које су представљале идеализован поглед режима, укључујући и мајке које су имале много здраве деце.
Влада Исламске Републике је оптужена да користи свој празник као средство за поткопавање феминистичких покрета и да промовишу узоре за традиционални концепт породице. Фатиму сви критичари виде као модел жене потпуно посвећене појединим традиционално санкционисаним женским улогама.

#### Израел
Јеврејско становништво слави „Дан мајки” 30. шеевата по јеврејском календару, који пада између 30. јануара и 1. марта. Прослава се слави истог дана када је Хенријета Солд преминула. Хенријета није имала биолошке деце, али њена организација Youth Aliyah спасила је много јеврејске деце из Нацистичке Немачке и обезбедила их. Она се такође залагала за дечија права. Солдова се сматра „мајком” све ове деце, и стога је годишњи „Дан сећања” на њу постављен као „Дан мајки”. Празник је еволуирао током времена, постаје прослава узајамне љубави унутар породице, под називом „Дан породице”. „Мајчин дан” углавном славе деца у вртићима. Нема више узајамних поклона међу члановима породице, а не постоји ни комерцијализација прославе. То није званични празник.

#### Ирска
У Ирској, „Мајчин дан” се слави током „Недеље мајчинства” четврте недеље лента.

#### Италија
„Дан мајки” у Италији је прослављен по први пут 12. маја 1957. године, у граду Асизију, захваљујући иницијативи Рева. (Отело Миглиоси, жупник цркве Тордибето.) Ова прослава је била толико успешна да је следеће године „Мајчин дан” усвојен широм Италије. Дана 18. децембра 1958. године предлог је представљен у италијанском Сенату као званични празник. Слави се друге недеље маја.

### По земљама (Ј—Р)

#### Јапан
У Јапану, „Дан мајки” је првобитно обележен за време династије Шова као рођендан царице Којун (мајка цара Акихита) 6. марта. Ово је основано 1931. када је организована Царска унија жена. Године 1937, први састанак „Слава мајкама” одржан је 8. маја, а године 1949. јапанско друштво усвојило је другу недељу маја као званични датум за „Дан мајки” у Јапану. Тренутно је овај празник у Јапану веома комерцијализован, а људи обично дају мајкама поклоне — цвеће, као што су црвени каранфили и руже.

#### Јерменија
У Јерменији, „Мајчин дан” се слави 7. априла (Дан мајчинства и Дан лепоте).

#### Јужни Судан
У Јужном Судану, „Мајчин дан” се слави првог понедељка у јулу. Председник Салва Кир Мајардит је прогласио Дан мајки, као први понедељак у јулу, након предаје из Судана. Деца у Јужном Судану дају мајкама поклоне и цвеће. Овај празник први пут је обележен у тој земљи 2. јула 2012. године.

#### Канада
„Дан мајки” у Канади се слави друге недеље у мају (није, међутим, ни државни празник или нити нерадни празнични дан), и обично укључује мање прославе и давање поклона мајкама, бакама или другим важним женским фигурама у нечијој породици. Свечане праксе су веома сличне другим западним земљама попут Аустралије, Велике Британије, Сједињених Америчких Држава и Ирске. Многи људи у Канади изражавају захвалност према својим мајкама и матичним фигурама за овај празник.

#### Кина
„Мајчин дан” постаје све популарнији у Кини. Каранфили су веома популаран поклон и најпродаваније цвеће на овај дан. Године 1997. „Дан мајки” је постављен као дан да се помогне сиромашним мајкама и да подсети људе у руралним подручјима на сиромашне мајке, као што је то у Западној Кини. У часопису People's Daily, службеном гласилу кинеске владе, један чланак објашњава да „упркос пореклу из САД, људи у Кини прихватају празник без оклевања, јер је то у складу са традиционалним етиком те земље — поштовање старијих и поштовање родитеља”.
У последњих неколико година, члан Комунистичке партије Ли Ханћи почео је да се залаже за званично усвајање „Дана мајки” у знак сећања на Менг Му, мајку Менција. Он је формирао невладину организацију која се зове Друштво за фестивалску промоцију кинеских мајки, уз подршку 100 конфучијевих научника и предавача из етике. Ли и друштво желе да замене западњачки стил поклањања каранфила са љиљанима, које су, у давна времена, садиле кинеске мајке кад би деца отишла од куће. Дан мајки и даље је незваничан фестивал, осим у малом броју градова.

#### Кипар
„Дан мајки” на Кипру се слави друге недеље маја.

#### Киргистан
У Киргистану, „Мајчин дан” се обележава 19. маја сваке године. Празник је први пут обележен 2012. године. Мајкама се такође одаје почаст на Међународни дан жена.

#### Летонија
„Дан мајки” у Летонији је прослављен по први пут 1922. Од 1934. године, овај празник се слави друге недеље маја. После распада Совјетске анексије балтичких земаља прослава је настављена 1992. године. Мајкама се такође одаје почаст на Међународни дан жена.

#### Мађарска
У Мађарској, „Мајчин дан” се слави прве недеље маја. Празник је први пут прослављен 1925. године од стране Мађарске омладине Црвеног крста.

#### Малдиви
На Малдивима, „Мајчин дан” се обележава 13. маја. Дан се слави на различите начине. Деца дају поклоне и проводе време са својим мајкама. Кћери дају мајкама честитке и ручно рађене поклоне а синови дарују мајке поклонима и цвећем. Малдивци воле да славе „Дан мајки”, и они имају то посебно забележено у календару.

#### Малта
Први помен „Дана мајки” на Малти догодио се током дечијих програма на радију које је водио Франс Х. Саид у мају 1961. У року од неколико година, „Дан мајки” је постао један од најпопуларнијих датума у календару Малте. На Малти, овај дан се обележава друге недеље у мају. Мајкама се увек даје поклон и воде се на ручак, обично у ресторан доброг квалитета.

#### Мексико
У Мексику, влада Алвара Обрегона увози празник „Дан мајки” из САД 1922, а новине Excélsior су одржале масовну промотивну кампању за празник те године. Конзервативна влада покушала је да користи празник за промоцију конзервативније улоге мајке у породицама, али та перспектива је критикована од стране социјалиста за промоцију нереалне слике жене која није добра за нешто више него само са рађање деце.
Средином 1930-их година, левичарска влада Лазара Карденаса промовисала је празник као „патриотски” фестивал. Карденасова Влада покушала је да користи празник као средство за разна настојања: да нагласи значај породице као основе за национални развој; да имају користи од оданости коју Мексиканци осећају према својим мајкама; да уведе нови морал код мексичких жена; и да се смањи утицај Цркве над женама. Влада је спонзорисала празник у школама. Међутим, игноришући строге смернице из Владе, позоришне представе су испуњене религиозним иконама и темама. Сходно томе, „национална прослава” постала је „верска прослава” упркос напорима Владе.
Соледад Ороско Гарсиа, супруга председника Мануела Авила Камача, промовисала је празник током 1940-их, што доводи до важног државног спонзорисања славља. Године 1942. прослава је трајала пуних недељу дана и дала је обавештење да све жене могу да поврате њихове заложене машине за шивење из Монте де Пиједада без трошкова.
Због Ороскине промоције, католичка Национална синаркистичка унија (UNS) узела је примат око празника око 1941. године. Власници продавница Странке мексичке револуције (сада Институционална револуционарна партија) увели су обичај којим се женама из скромних класа да изаберу бесплатан поклон за „Мајчин дан” из продавнице и да донесу кући својим породицама. Синакристици су забринути да ће ова промоција како материјализма тако и нерада нижих класа ојачати системске социјалне проблеме у земљи. Тренутно се пракса овог празника сматра веома конзервативном, али 1940. године UNS је видео „Дан мајки” као део веће расправе о модернизацији која се дешавала у то време. Ове економске модернизације инспирисане су америчким моделима, а спонзорисане су од стране државе. Чињеница да је празник првобитно увезен из САД је виђен као доказ за покушај наметања капитализма и материјализма у мексичко друштво.
UNS и свештенство града Леона тумаче акције Владе као покушај да се секуларизује празник и промовише активнија улога жена у друштву. Закључили су да је Владин дугорочни циљ био да изазове жене да напусте своје традиционалне улоге код куће како би се духовно ослабили мушкарци. Они су такође видели празник као покушај секуларизације култа Богородице, унутар већег напора да се дехристијанизују неколико других празника. Влада је тражила да се на ове тврдње организују распрострањене масе и тражила је од верских жена да помогну у догађајима под покровитељством државе, како би их „депаганизовали”. Свештеници радије промовишу 2. јул, прославу Свете Госпе Светла (Virgen de la Luz), покровитељке Леона, уместо „Дан мајки”. Године 1942, у исто време као и Соледадина највећа прослава „Дан мајки”, свештенство је организовало 210. прославу Богородице са великом парадом у Леону.
Постоји консензус међу научницима да је Мексичка влада одустала од револуционарне иницијативе током 1940-их година, укључујући и њене напоре да утичу на „Дан мајки”.
Данас, Día de las Madres је незванични празник у Мексику и одржава се сваке године 10. маја, јер је то датум када је први пут прослављен у Мексику.
У Мексику, како би се показала наклоност и захвалност мајци традиционално се пушта за почетак прослава чувена песма Las Mañanitas. Многе породице се обично окупљају да прославе овај посебан дан покушавајући да што више времена проведу са мајкама како би их испоштовали на овај дан. Они се организују како би донели нека јела и јели сви заједно, или можда да посете неки ресторан. Такође, мајке добијају цвеће, поклоне, а продавнице нуде своју робу са попустом у циљу подстицања куповине.

#### Немачка
Године 1920, Немачка је имала најнижи наталитет у Европи, а тренд смањења се наставио. Ово се приписује учешћу жена на тржишту рада. Истовремено, утицајне групе у друштву (политичари левице и деснице, монахиње и феминисткиње) верују да треба да одају почаст мајкама, али нису могли да се договоре о томе како да то ураде. Ипак, све групе снажно су се договориле о промоцији вредности мајчинства. То је резултовало 1923. године једногласним усвајањем Muttertag-а, „Дана мајки”, празника увезеног из Америке и Норвешке. Шеф Удружења немачких цвећара наводи „унутрашњи сукоб људи (Volk) и попуштање породице” као разлог за увођење празника. Он очекује да ће празник да уједини подељену земљу. Године 1925, Комитет за мајчин дан је оформио радну групу за опоравак Volk-a, а празник је престао да буде завистан од комерцијалних интереса и почео је да наглашава потребу да се повећа популација у Немачкој промовишући мајчинство.
Празник је тада виђен као средство да се подстакну жене да рађају више деце, што су националисти видели као начин за подмлађивање нације. Празник нису славиле појединачне жене, већ идеализован стандард мајчинства. Прогресивне снаге одупирале су се имплементацији празника јер га је подржало толико конзервативаца, и зато су га видели као начин да се елиминишу права запослених жена. Die Frau, лист Федерације немачких женских удружења, одбио је да призна празник. Многе локалне власти усвојиле су сопствену интерпретацију празника: то би била дневна економска подршка већим породицама или самохраним мајкама. Смернице за субвенције имале су еугенијске критеријуме, али нема назнака да су их социјални радници икад спровели у пракси, а субвенције су првенствено дате породицама са економском потребом па тек онда породицама са више деце или са „здравијом” децом.
Нацисти су брзо прогласили „Дан мајки” службеним празником и ставили га под контролу Националне асоцијације заштите социјалистичких народа и Националне организације социјалистичких жена. То је створило конфликте са другим организацијама које су се противиле нацистичкој контроли празника, укључујући католичке и протестантске цркве као и локалне женске организације. Локалне власти одупирале су се смерницама нацистичке владе и настављале су додељивање средстава породицама које су у економском дефициту, на велико негодовање нацистичких званичника.
Влада је 1938. године почела издавање награде под називом Мајчин крст (Mutterkreuz), према категоријама које зависе од броја деце које мајка има. Медаља је додељивана на „Дан мајки” и за време других празника, због великог броја прималаца. Крст је био покушај да се подстакну жене да имају више деце, а примаоци су били дужни да имају најмање четворо деце. На пример, прималац златног крста (ниво један) обавезан је да има осморо деце или више. С обзиром на то да је имање мањег броја деце било скорашњег датума, златни крст додељиван је углавном старијим мајкама са одраслом децом. Крст је промовисао лојалност међу немачким женама и био је популарна награда иако је имао малу материјалну надокнаду. Примаоци почасти били су принуђени да их прегледа лекар и социјални радник у складу са генетским и расним вредностима које су сматране бенефицираним. Пријатељи и породица мајки су испитани за евентуалне пропусте који би могли да дисквалификују мајку, а такође су морали да буду „расно и морално прикладни”. Морали су да буду „немачке крви”, „генетски здрави”, „достојни”, „политички поуздани” и нису смели да имају пиће као порок. Критеријуми који који су тежили против почасти су, на пример, „породична историја која садржи инфериорну крв”, „неженствено” понашање за жене, укључујући пушење, или ако су жене лоше домаћице, ако нису били „политички поуздани”, или имају чланове породице који су били „оптуживани и затварани”. Било је случајева у којима је породица дисквалификована јер је доктор видео знаке менталне болести. Чак контакт са Јеврејима може да дисквалификује потенцијалне примаоце. Неки социјални радници су постали разочарани Вајмарском републиком и подржали су нацистичке идеје као средство за „лечење” проблема у земљи. Примена правила била је неуједначена, јер су лекари промовисали медицинске критеријуме преко расних критеријума, а локалне власти су промовисале економску потребу над било којим другим критеријумом.
Празник се сада слави друге недеље маја, на начин који је сличан другим оближњим европским земљама.

#### Непал
У Непалу, постоји фестивал еквивалентан „Дану мајки”; зове се Mata Tirtha Aunsi (Мајчино ходочашће новом Месецу) или Mata Tirtha Puja (Обожавање мајчиног ходочашћа). Слави се у складу са лунарним календаром. Пада на последњи дан тамне две недеље у месецу баишак који се креће у априлу—мају (2013 пао је 9. маја). Тамне две недеље трају 15 дана од пуног месеца до младог месеца. Овај фестивал обележава прославу и част мајки, а прославља се давањем поклона мајкама и сећањем на мајке које више нису живе.
У част мајкама које су преминуле, традиција је да се иде на ходочашће до рибњака Mata Tirtha, који се налазе 6 км југозападно од центра Катмандуа. Оближње село Mata Tirtha је добило име по овим рибњацима. Раније, традицију су примењивали пре свега људи Невар заједнице и други људи који живе у долини Катманду. Сада се овај фестивал слави широм земље.
Многе трагичне фолклорне легенде бивају створене, сугеришући различите разлоге зашто је овај рибњак постао део ходочашћа. Најпопуларнија верзија каже да је, у давна времена, мајка пастира умрла, а он је направио понуду у оближњем рибњаку. Тамо је видео лице своје мајке у води, како руком узима дарове. Од тада, многи људи посећују језерце, надајући се да ће видети лице својих умрлих мајки. Ходочасници верују да ће донети мир душама своје мајке посетом светом месту. Постоје два језера. Веће је за ритуално купање. Мање се користи за „потрагу за лицем мајке”, а ограђено је гвозденим шипкама како би се спречили људи да се купају у њему.
Традиционално, у долини Катманду југозападни угао је резервисан за жене и ритуале везане за жене, а североисточни је за мушкарце и ритуале везане за њих. Место за богослужење Mata Tirtha Aunsi се налази у месту Mata Tirtha у југозападној половини долине, а место за обожавање Gokarna Aunsi, еквивалентна прослава за преминуле очеве, налази се у Гокарни у североисточној половини. Ова подела се огледа у многим аспектима живота у Катманду долини.
Мајчин дан је познат као Aama ko Mukh Herne Din у Непалу, што дословно значи „Дан да видим лице мајке”. У Непал Бхаси, фестивал је познат као Mām yā Khwā Swayegu, што се може превести као „потрага за мајчиним лицем”.

#### Нови Зеланд
На Новом Зеланду, „Мајчин дан” се слави друге недеље маја. „Мајчин дан” није државни празник. Традиција на Новом Зеланду је да се дају честитке и поклони и да послуже мајкама доручак у кревету.

#### Никарагва
У Никарагви, Día de la Madre се слави од 30. маја од раних 1940-их. Датум је изабрао председник Анастасио Сомоза Гарсија, јер је то био рођендан Касимире Сакасе, мајке његове супруге.

#### Пакистан
У Пакистану, „Мајчин дан” се слави друге недеље маја. Медијски канали прослављају са специјалним емисијама. Појединци указују част својим мајкама давањем поклона и спомен-чланцима. Појединци који су изгубили своје мајке моле се и одају почаст својим изгубљеним најмилијима. Школе држе специјалне програме у циљу признавања напора мајки своје деце.

#### Палестина
Палестинци прослављају „Дан мајки” 21. марта, слично другим арапским земљама.

#### Панама
У Панами, „Мајчин дан” слави се 8. децембра, истог дана када је празник Безгрешног зачећа. Овај датум је предложила 1930. године супруга панамског председника Флоренсија Хармодија Аросемене. „Дан мајки” према Закону 69, одлучено је да буде 8. децембра; усвојен је исте године.
С друге стране, 1924. године панамски Ротари клуб затражио је да се „Мајчин дан” слави 11. маја. Међутим, политичар Анибал Д. Риос променио је предлог, тако да прослава буде одржавана 8. децембра. Он је тада успоставио „Дан мајки” као национални празник.

#### Парагвај
У Парагвају, „Мајчин дан” се обележава 15. маја, истог дана када је и Dia de la Patria, који слави независност Парагваја. Овај датум је изабран у част улоге коју је одиграла Хуана Марија де Лара у догађајима од 14. маја 1811. године који су довели до независности Парагваја.
Године 2008, парагвајски министар културе Бруно Бариос пожалио се на ову подударност, јер у Парагвају „Дан мајки” је много популарнији од дана независности и прослава самосталности пролази непримећено. Као резултат тога, Бариос је затражио да прослава буде померена на крај месеца. Група младих људи покушала је да се окупи и скупи 20.000 потписа како би затражила од Парламента да преместе „Мајчин дан”. Године 2008, Comisión de festejos (Одбор за прославе) града Асунсион затражио је да се „Дан мајки” премести на другу недељу маја.

#### Пољска
У Пољској, „Dzień Matki” („Дан мајки”) слави се 26. маја.

#### Португал
У Португалији, Dia da Mãe („Мајчин дан”) незваничан је празник који се одржава прве недеље у мају.

#### Румунија
У Румунији, од 2010. године, „Дан мајки” се слави прве недеље маја. Законом 319/2009 је и „Дан мајки” и „Дан очева” проглашен званичним празником у овој земљи. Мера је усвојена захваљујући напорима кампање из Алијансе за борбу против дискриминације очева (TATA). Раније, „Мајчин дан” обележавао се 8. марта, у оквиру Међународног дана жена (традицијом када је Румунија била део комунистичког блока). Сада су „Дан мајки” и „Дан жена” два засебна празника, а „Дан жена” је задржао изворни датум 8. марта.

#### Русија
У Русији, „Дан мајки” је основан 1998. године законом који је иницирао „Одбор за жене, породицу и омладину” Државне думе. Иницијатива припада Алевтини Викторовној Апарини, посланици Државне думе и чланици Централног комитета Комунистичке партије. Од 1998. године, „Дан мајки” се слави последње недеље новембра.
Традиционално, Русија је прослављала „Међународни дан жена” и „Дан мајки” 8. марта, као наследство из Совјетског Савеза те државни празник.
„Дан жена” први пут је обележен 1913. године, а 1914. године је проглашен као „Дан борбе” за запослене жене.
Године 1917, демонстрације поводом обележавања Међународног дана жена у Санкт Петербургу током последње недеље у фебруару (која је пала на 8. март по грегоријанском календару) покренуле су Фебруарску револуцију. Након Октобарске револуције касније исте године, бољшевијка Александра Колонтај убедила је Владимира Лењина да озваничи празник у Совјетском Савезу, али је то био радни дан до 1965. године.
Дана 8. маја 1965. године, указом Президијума Врховног совјета, Међународни дан жена је проглашен нерадним даном у Совјетском Савезу: „У знак сећања на изузетне заслуге совјетских жена у комунистичкој изградњи, у одбрани отаџбине током Великог отаџбинског рата, зарад њиховог херојства и несебичности на фронту у позадини, као и обележавање великог доприноса жена јачању пријатељства између народа, као и борби за мир. Али ипак, ’Дан жена’ мора бити прослављен као и други празник.”

### По земљама (С—Ш)

#### Самоа
У Самои, „Мајчин дан” се слави друге недеље у мају, после и као признати национални празник у понедељак.

#### Сингапур
У Сингапуру, „Мајчин дан” се слави друге недеље маја. Дан прослављају појединци, али није признат као празник од стране Владе. Међутим, многе компаније нуде специјалне производе и услуге за тај дан.

#### Сједињене Америчке Државе
САД слави „Дан мајки” друге недеље у мају. Године 1872. Џулија Ворд Хоу позвала је жене да се придруже подршци разоружању и затражила је да се 2. јун 1872. године успостави као „Дан мајки за мир”. Њен „Апел женама широм света” из 1870. се понекад назива „прокламацијом Дана мајки”. Али Хоуин дан није био зарад поштовања мајки већ за организовање пацифистичких мајки против рата. Током 1880-их и 1890-их било је неколико даљих покушаја да се успостави амерички „Дан мајки”, али то није успело изнад локалног нивоа. Данашњи празник је креирала Ана Џарвис у Графтону, Западна Вирџинија, 1908. године као дан у част своје мајке. Џарвисова је желела да оствари мајчин сан да оснује прославу за све мајке. Идеја је успела тек када је богати филаделфијски трговац Џон Вонамејкер прославио овај празник 8. маја 1910. године у Храму Бетани Пресбитеријанске цркве у Филаделфији, чији је био оснивач. У писму пастору она је рекла да је ово „наш први Мајчин дан”. Џарвис је задржао промовисање празника све док га председник Вудро Вилсон није прогласио једнодневним службеним националним празником 1914. године.
Празник је на крају постао толико високо комерцијализован да многи, укључујући и оснивача, Ану Џарвис, то сматрају Холмарк празником, односно празником са огромном комерцијалном пропагандом. Џарвис се на крају противила празнику који је помогла да се створи. Ова економска модернизација је инспирисана америчким моделима, а спонзорисана је од стране државе. Умрла је 1948. године, жалећи за тиме шта је постао њен празник. У Сједињеним Америчким Државама, „Дан мајки” остаје један од највећих дана за продају цвећа, честитки и сл.; „Мајчин дан” је највећи празник за дуге телефонске позиве. Осим тога, одлажење у цркву је популарно на „Дан мајки” и доноси највећу посећеност цркви после Бадње вечери и Ускрса. Многи верници прослављају дан са каранфилима, у боји ако је мајка жива и белим ако је преминула.

#### Словачка
Чехословачка је прослављала само „Дан жена” до Плишане револуције 1989. Пошто је земља подељена 1993, Словачка је почела да слави и „Дан жена” и „Дан мајки”. Политизација „Дана жена” има утицај на званични статус „Дана мајки”. Странка десног центра жели да „Дан мајки” замени „Дан жена”, а социјалдемократе желе да се „Дан жена” прогласи службеним празником. Тренутно, оба дана су свечани али нису државни празници. У Словачкој, „Дан мајки” слави се другу недељу у мају.

#### Србија
У Србији, Материце су покретан празник мајки у православном календару, и прослављају се две недеље пре Божића.

#### Тајван
На Тајвану, „Мајчин дан” се слави другу недељу месеца маја, поклапа се са Будиним рођенданом и традиционалном церемонијом „прања Буде”. Тајванска влада је 1999. године прогласила другу недељу маја као Будин рођендан, тако да ће бити прослављени у истом дану.
Од 2006. године, Цу Чи, највећа добротворна организација на Тајвану, слави „Цу Чи дан”, „Дан мајки” и „Будин рођендан” заједно, као део јединственог славља и верског обреда.

#### Тајланд
За „Дан мајки” се на Тајланду слави рођендан краљице Тајланда, краљице Сирикит (12. август). Празник је први пут обележен око 1980, као део кампање премијера Тајланда, Према Тинсуланонда, у којој је промовисана краљевска породица Тајланда. „Дан очева” се слави за краљев рођендан.

#### Тринидад и Тобаго
Тринидад и Тобаго слави „Дан мајки” друге недеље у мају.

#### Тунис
Тунис слави „Дан мајки” последње недеље маја.

#### Турска
Турска слави „Мајчин дан” друге недеље маја.

#### Уједињено Краљевство
Уједињено Краљевство слави „Материнску недељу”, која пада четврту недељу поста (30. марта 2014). Овај празник има своје корене у Цркви а првобитно није имао везе са америчким празником. Већина историчара верује да је „Материнска недеља” еволуирала из хришћанске праксе 16. века, посете мајци Цркви годишње на „Лаетарску недељу”. Као резултат ове традиције, већина мајки је поново са својом децом овог дана, када су млади шегрти и младе жене у служби добили слободан викенд од својих господара. Као резултат утицаја америчког празника „Дан мајки”, „Материнска недеља” трансформисала се у традицију исказивања захвалности мајкама. Комерцијализација и секуларизација више умањују концепт, а већина људи сада види празник само као дан када дају поклоне својим мајкама. Празник се и даље признаје у оригиналном историјском смислу од стране многих цркава, са пажњом посвећеном Марији, мајци Исуса Христа.
Обичај је још увек популаран с почетком 19. века, али са индустријском револуцијом традиција је промењена и обичаји око „Мајчиног дана” смањени. До 1935. године, „Материнска недеља” је мање прослављена у Европи. Констанс Пенсвик-Смит радила је безуспешно да оживи фестивал у раздобљу 1910—1920. Међутим, амерички војници Другог светског рата донели су америчку прославу „Дана мајки” у Велику Британију, а празник је припојен „Материнској недељи” — традицији која се славила у Енглеској цркви. До 1950, славље је поново постало популарно у целој Великој Британији, захваљујући напорима трговаца који су на фестивалу видели велику комерцијалну прилику. Људи из Велике Британије почели су да славе „Дан мајки” четврте недеље поста, исти дан на који се „Материнска недеља” славила вековима. Неке традиције „Материнске недеље” су оживеле, као што је традиција једења торте на тај дан. Традиције ова два празника сада су помешане и славе се истог дана, иако многи људи нису свесни да свечаности имају доста одвојено порекло.
„Мајчинска недеља” може пасти најраније 1. марта (у годинама када Ускрс пада 22. марта), а најкасније 4. априла (када Ускрс пада 25. априла).
За многе људе у Великој Британији, „Мајчин дан” је сада доба године када прослављају и купују поклоне, чоколаде или цвеће за своје мајке, као начин да им се симболично захвале за све што раде током целе године.

#### Украјина
Украјина слави „Дан мајки” (День Матері на украјинском) друге недеље маја. У Украјини, „Мајчин дан” званично је постао празник 1999. године, а слави се од 2000. од када се украјинско друштво бори за транзицију главног празника „Међународни дан жена” (празник прихваћен за време СССР и који је остао као наслеђе у Украјини након колапса) у „Дан мајки”.

#### Филипини
„Дан мајки” се на Филипинима обележава у другој недељи маја. Филипинска мајка се зове „светлост домаћинства”, око које се све активности врте, а у складу са филипинском културом је предмет поштовања родитеља. Уобичајена пракса укључује чашћавање мајки и мајчинских фигура и вођење у ресторан, шетњу у парку или куповину по тржним центрима, или давање мајкама времена да се размазе. Већина породица прославља код куће, са децом која раде кућне послове које мајка рутински обавља, као што је припремање хране, или дају мајкама мале ручно израђене токене као што су честитке.
Иако није традиционални филипински празник, „Дан мајки” и њему сличан „Дан очева” дугује своју популарност америчком утицају.

#### Француска
У Француској, усред аларма у вези са ниском стопом наталитета, било је покушаја у 1896. и 1904. години да се створи национална прослава у част мајки великих породица. Године 1906. десет мајки које су имале деветоро деце добило је по награду за препознавање „Великих материнских заслуга” (Haut mérite maternel). Амерички војници Првог светског рата који су се борили у Француској популаризовали су овај празник који је створила Ана Џарвис. Послали су толику пошту назад у своју земљу за „Дан мајки” да је Француско-америчка унија направила дописнице посебно за ту сврху. Године 1918, такође инспирисан Џарвисовом, град Лион желео је да прослави „Дан мајки” односно „Национални дан мајки са великим бројем деце”. Празник је више инспирисан против депопулације него амерички празник, уз медаље које се додељују мајкама великих породица. Француска влада је озваничила овај дан 1920. као дан за мајке великих породица.
Године 1941, на иницијативу Филипа Петена, ратни вишијевски режим користи прославу у прилог својој политици да се подстакне стварање бројнијих породица, али све мајке су сада испоштоване — чак и оне са мањим породицама.
Године 1950, после рата, славље је враћено. Закон из 24. маја 1950. тражи да република да званичну почаст француским мајкама последње недеље у мају (осим када Педесетница пада на тај дан, у ком случају се ово пребацује на прву недељу у јуну).
Током 1950-их година, прослава је изгубила све своје патриотске и наталистичке идеологије, и постала веома комерцијализована.

#### Холандија
У Холандији, „Дан мајки” је уведен још 1910. године од стране холандског огранка Армије спаса. Холандско краљевско друштво за хортикултуру и ботанику, група која штити интерес холандских цвећара, ради на томе да промовише празник; они су се надали да ће остварити комерцијални успех који постижу амерички цвећари. Имитирали су кампању цвећара из Немачке и Аустрије, али су били свесни да су традиције потекле из САД.
Цвећари су покренули велику промотивну кампању у 1925. години. То је укључивало и објављивање књиге чланака написаних од стране познатих интелектуалаца, радио-емисије, новинске огласе, као и сарадњу свештеника и учитеља који су желели да промовишу прославу из својих разлога. Године 1931. друга недеља маја усвојена је као званични датум прославе. Средином 1930-их година је настао слоган Moederdag – Bloemendag (Мајчин дан — Дан цвећа), а фраза је популарна већ дуги низ година. У 1930-им и 1940-им колачи за „Дан мајки” давани су као поклон у болницама и холандској краљици, која је позната као „Мајка државе”. Друге трговинске групе покушале су да зараде на празнику и да му дају ново значење у циљу промовисања своје робе као поклона.
Римокатолички свештеници жалили су се да празник омета поштовање Богородице, божанске мајке, које се одржава током целог месеца маја. Године 1926. „Дан мајки” је прослављен 7. јула у циљу решавања ових жалби. Католичке организације и свештеници покушали су да христијанизују празник, али ти покушаји су проглашени бескорисним око 1960, када је црква изгубила утицај а празник потпуно постао секуларан.
У каснијим годинама, почетни отпор је нестао, па су чак и левичарске новине зауставиле критике и подржале „Дан мајки”.
Током 1980-их, америчко порекло празника још није познато, па су феминистичке групе које су се супротстављале настављању подела родних улога понекад тврдиле да су „Дан мајки” измислили нацисти и да се слави рођендан Кларе Хитлер, мајке Адолфа Хитлера.

#### Чешка
У Чешкој Републици, „Мајчин дан” слави се друге недеље у мају. Почело је у бившој Чехословачкој 1923. године; промотер ове прославе је била Алис Масарикова. После Другог светског рата комунисти су заменили „Дан мајки” „Међународним даном жена”, који се слави 8. марта. Бивша Чехословачка прослављала је „Дан жена” до Плишане револуције 1989. Након распада земље 1993. године, Чешка је почела поново да слави овај празник.

#### Швајцарска
У Швајцарској, закон „règle de Pentecôte” дозвољава да се „Мајчин дан” слави недељу касније ако празник падне на исти дан као и Духови. Међутим, 2008. године, трговци су одбили да помере датум.

#### Шведска
У Шведској, „Мајчин дан” је први пут прослављен 1919. године, на иницијативу ауторке Сесилије Бот-Холмберг. Како би дан постао шире признат било је потребно неколико деценија. Швеђани рођени у раним 1900-им обично нису славили дан због заједничког уверења да је празник строго произведен за комерцијалне сврхе. То је било у супротности са „Даном очева”, који се увелико слави у Шведској од краја 1970-их година. „Дан мајки” у Шведској се слави последње недеље у мају. Каснији датум је изабран како би се омогућило свима да изађу напоље и наберу цвеће.

#### Шпанија
У Шпанији, „Дан мајки” (Día de la Madre на шпанском) слави се прве недеље маја. У недељама које су до ове недеље, школска деца проводе неколико сати дневно како би припремила поклоне за своје мајке, а помажу им и наставници у школама. У принципу, мајке добијају поклоне од чланова својих породица и тај дан треба да прославе са целом породицом. Празник се такође слави у мају, јер је мај месец посвећен Девици Марији (мајка Исуса) према католицизму.

#### Шри Ланка
У Шри Ланци, „Мајчин дан” слави се сваке године друге недеље маја. Иако је релативно нов на Шри Ланци, овај празник сада постаје све популарнији, а све више људи почиње да исказује поштовање својим мајкама на овај дан. „Мајчин дан” се прославља појединачно, али још увек није признат као празник на Владином календару. Међутим, дан има комерцијални значај за многе фирме које тада нуде посебне производе и услуге.